# Aristocypha fulgipennis
Aristocypha fulgipennis är en trollsländeart som först beskrevs av Félix Édouard Guérin-Méneville 1831.  Aristocypha fulgipennis ingår i släktet Aristocypha och familjen Chlorocyphidae. Inga underarter finns listade i Catalogue of Life.